# Tekal de Venegas
Tekal de Venegas là một đô thị thuộc bang Yucatán, México. Năm 2005, dân số của đô thị này là 2464 người.